# W64K
W64K（ダブリュ ろくよん ケイ）は、京セラが日本国内向けに開発した、auブランドを展開するKDDIおよび沖縄セルラー電話の携帯電話である。

## 特徴
「W53K」の実質的な後継機種もしくはそのマイナーチェンジ版にあたる端末でベース機の「W53K」に対し本機では金属をイメージしたメタリック調の背面パネルが採用されており、ヒンジ部付近に同社の端末でおなじみのインフォメーションキーがあり、そのキーを押すことでサブディスプレイに時刻や受着信情報、EZニュースフラッシュ、再生中の音楽を表示することが可能。なおサブディスプレイは「W53K」同様約0.76インチの有機ELで、メタリックパネルからスムーズに浮かび上がるように点灯する。
なお、付属品の電池パックおよび充電台は「W53K」用と全く共通であり、基本スペックも「W53K」と全く共通である。

## 沿革
- 2008年（平成20年）6月3日 KDDI、および京セラより公式発表。
- 2008年6月19日 全国にて一斉発売。
- 2008年11月 販売終了。

## 対応サービス
- au Smart Sports
- LISMO Music（LISMOビデオクリップ対応）
- EZナビウォーク（声de入力・3D対応）
- EZ助手席ナビ
- 安心ナビ
- 災害時ナビ
- 緊急通報位置通知
- EZチャンネルプラス
- 赤外線通信 (IrDA)
- EZケータイアレンジ
- PCサイトビューアー
- EZアプリ (BREW)（オープンアプリプレイヤー対応）
- デコレーションメール
- 絵しゃべりメール
- ラッピングメール

## 注
1. ↑  2012年（平成24年）7月23日より利用不可